# Pałac Roberta Schweikerta
Pałac Roberta Schweikerta – pałac Roberta Teodora Schweikerta (syna Fryderyka Wilhelma Schweikerta) znajdująca się przy ulicy Piotrkowskiej 262/264 w Łodzi.

## Opis
W 1897 roku na terenie posesji znajdowały się: apteka, zakład wód mineralnych i napoi gazowanych, filia warszawskiej fabryki obuwia N.Lejzermana oraz laboratorium chemiczno-farmaceutyczne F. Müllera. Po wyburzeniu istniejących na posesji budynków Robert Schweikert wybudował zespół pałacowy (ukończony w 1913 roku). Główny budynek pałacowy powstał w 1910 według projektu Leona Lubotynowicza, bądź Romualda Millera. Założenie zespołu pałacowego wzorowane jest naposiadłościach magnackich.
Jest to niewielki, neobarokowy, wolnostojący pałac z reprezentacyjnym dziedzińcem, który wytyczony jest przez usytuowane po bokach budynki gospodarcze (stajnia, wozownia, stróżówka z pomieszczeniami gospodarczymi) i ograniczony żeliwnym ogrodzeniem z bramami. Budowla jest dwukondygnacyjna z wysokim parterem, portykiem z półkolistym podjazdem oraz dachem czterospadowym z mansardami. Z tyłu pałacu znajduje się ogród „włoski” z symetrycznymi prostokątnymi kwaterami. Dekoracja zewnętrzna pałacu nawiązuje także do uproszczonych form klasycystycznych, historycznych, nadając budowli charakter modernistyczny. Klasycyzujące wnętrza zachowały znaczną część pierwotnych dekoracji.
W czasie II wojny światowej w pałacu Schweikertów mieścił się bank niemiecki, a po wojnie kolejno siedziby: PPR, ZHP i ZSMP. W 1991 roku obiekt otrzymał w użytkowanie Ośrodek Studiów Europejskich Uniwersytetu Łódzkiego, pałac poddano renowacji i od 1993 znajduje się w nim Instytut Europejski.